# Loi du 17 nivôse an II
La loi du 17 nivôse an II est une loi française votée le 6 janvier 1794 mettant fin à la primogéniture. Elle fait partie des lois de l'an II sur les enfants naturels.

## Contexte
La loi s'inscrit dans une période révolutionnaire marquée par la Révolution française, cherchant à répondre à un plus grand besoin d'égalité.

## Contenu
La loi consiste à distribuer de manière parfaitement égale le patrimoine d'un parent défunt, et donc met fin à la primogéniture où seul l'aîné percevait les successions.
La loi prévoit une extension aux enfants « bâtards » mais celle-ci est délaissée en 1804 car le père doit reconnaître sa paternalité envers ces enfants bâtards.

## Conséquences
La loi fait sensiblement décroître le patrimoine des aristocrates, ne pouvant plus faire concentrer toute la fortune dans les mains d'un seul individu,,.
Selon la politiste Anne Verjus, la loi s'inscrit dans un processus de renforcement du pouvoir de l'homme sur celui de son épouse.